# Оскар (кинопремия, 1943)
15-я церемония вручения наград премии «Оскар» за заслуги в области кинематографа за 1942 год состоялась 4 марта 1943 года в Cocoanut Grove, отель «Амбассадор» (Лос-Анджелес, Калифорния). Номинанты были объявлены 8 февраля 1943.

## Фильмы, получившие несколько номинаций
| Фильм                                                                  | номинации | победы |
| ---------------------------------------------------------------------- | --------- | ------ |
| • Миссис Минивер / Mrs. Miniver                                        | 12        | 6      |
| • Гордость янки / The Pride of the Yankees                             | 11        | 1      |
| • Янки Дудл Денди / Yankee Doodle Dandy                                | 8         | 3      |
| • Случайная жатва / Random Harvest                                     | 7         | -      |
| • Весь город говорит / The Talk of the Town                            | 7         | -      |
| • Превыше всего / This Above All                                       | 4         | 1      |
| • Великолепные Эмберсоны / The Magnificent Ambersons                   | 4         | -      |
| • Остров Уэйк / Wake Island                                            | 4         | -      |
| • Арабские ночи / Arabian Nights                                       | 4         | -      |
| • Книга джунглей / Jungle Book                                         | 4         | -      |
| • 49-я параллель / 49th Parallel                                       | 3         | 1      |
| • Вперёд, путешественник / Now, Voyager                                | 3         | 1      |
| • Праздничная гостиница / Holiday Inn                                  | 3         | 1      |
| • Чёрный лебедь / The Black Swan                                       | 3         | 1      |
| • Пожнёшь бурю / Reap the Wild Wind                                    | 3         | 1      |
| • Кингс Роу / Kings Row                                                | 3         | -      |
| • Крысолов / The Pied Piper                                            | 3         | -      |
| • Бэмби (м/ф) / Bambi                                                  | 3         | -      |
| • Летающие тигры / Flying Tigers                                       | 3         | -      |
| • Возьми письмо, дорогая / Take a Letter, Darling                      | 3         | -      |
| • Ты никогда не была восхитительнее / You Were Never Lovelier          | 3         | -      |
| • Женщина года / Woman of the Year                                     | 2         | 1      |
| • Моя девушка Сэл / My Gal Sal                                         | 2         | 1      |
| • Один из наших самолётов не вернулся / One of Our Aircraft Is Missing | 2         | -      |
| • Дорога в Марокко / Road to Morocco                                   | 2         | -      |
| • Золотая лихорадка / The Gold Rush                                    | 2         | -      |
| • Жестокий Шанхай / The Shanghai Gesture                               | 2         | -      |
| • Серебряная королева / Silver Queen                                   | 2         | -      |
| • Полёты под музыку / Flying with Music                                | 2         | -      |
| • Капитаны облаков / Captains of the Clouds                            | 2         | -      |

## Список лауреатов и номинантов
★ Победители выделены отдельным цветом. 
| Категории                                                                       | Лауреаты и номинанты                                                               | Лауреаты и номинанты                                                            |
| ------------------------------------------------------------------------------- | ---------------------------------------------------------------------------------- | ------------------------------------------------------------------------------- |
| Лучший фильм                                                                    | ★ Миссис Минивер / Mrs. Miniver (Metro-Goldwyn-Mayer)                              | ★ Миссис Минивер / Mrs. Miniver (Metro-Goldwyn-Mayer)                           |
| Лучший фильм                                                                    | • 49-я параллель / 49th Parallel / The Invaders (Ortus)                            |                                                                                 |
| Лучший фильм                                                                    | • Кингс Роу / Kings Row (Warner Bros.)                                             |                                                                                 |
| Лучший фильм                                                                    | • Великолепные Эмберсоны / The Magnificent Ambersons (Mercury)                     |                                                                                 |
| Лучший фильм                                                                    | • Крысолов / The Pied Piper (20th Century Fox)                                     |                                                                                 |
| Лучший фильм                                                                    | • Гордость янки / The Pride of the Yankees (Samuel Goldwyn Productions)            |                                                                                 |
| Лучший фильм                                                                    | • Случайная жатва / Random Harvest (Metro-Goldwyn-Mayer)                           |                                                                                 |
| Лучший фильм                                                                    | • Весь город говорит / The Talk of the Town (Columbia)                             |                                                                                 |
| Лучший фильм                                                                    | • Остров Уэйк / Wake Island (Paramount)                                            |                                                                                 |
| Лучший фильм                                                                    | • Янки Дудл Денди / Yankee Doodle Dandy (Warner Bros.)                             |                                                                                 |
| Лучший режиссёр                                                                 | ★ Уильям Уайлер за фильм «Миссис Минивер»                                          | ★ Уильям Уайлер за фильм «Миссис Минивер»                                       |
| Лучший режиссёр                                                                 | • Сэм Вуд — «Кингс Роу»                                                            |                                                                                 |
| Лучший режиссёр                                                                 | • Мервин Лерой — «Случайная жатва»                                                 |                                                                                 |
| Лучший режиссёр                                                                 | • Джон Фэрроу — «Остров Уэйк»                                                      |                                                                                 |
| Лучший режиссёр                                                                 | • Майкл Кёртис — «Янки Дудл Денди»                                                 |                                                                                 |
| Лучший актёр                                                                    |                                                                                    | ★ Джеймс Кэгни — «Янки Дудл Денди» (за роль Джорджа М. Коэна)                   |
| Лучший актёр                                                                    | • Рональд Колман — «Случайная жатва» (за роль Чарльза Рейнера)                     |                                                                                 |
| Лучший актёр                                                                    | • Гэри Купер — «Гордость янки» (за роль Генри Луи «Лу» Герига)                     |                                                                                 |
| Лучший актёр                                                                    | • Уолтер Пиджон — «Миссис Минивер» (за роль Клема Минивера)                        |                                                                                 |
| Лучший актёр                                                                    | • Монти Вулли — «Крысолов» (за роль Джона Сидни Ховарда)                           |                                                                                 |
| Лучшая актриса                                                                  |                                                                                    | ★ Грир Гарсон — «Миссис Минивер» (за роль миссис Кей Минивер)                   |
| Лучшая актриса                                                                  | • Бетт Дейвис — «Вперёд, путешественник» (за роль Шарлотты Вэйл)                   |                                                                                 |
| Лучшая актриса                                                                  | • Кэтрин Хепбёрн — «Женщина года» (за роль Тесс Хардинг)                           |                                                                                 |
| Лучшая актриса                                                                  | • Розалинд Расселл — «Моя сестра Эйлин» (за роль Рут Шервуд)                       |                                                                                 |
| Лучшая актриса                                                                  | • Тереза Райт — «Гордость янки» (за роль Элеанор Твитчелл Гериг)                   |                                                                                 |
| Лучший актёр второго плана                                                      |                                                                                    | ★ Ван Хефлин — «Джонни Игер» (за роль Джеффа Хартнетта)                         |
| Лучший актёр второго плана                                                      | • Уильям Бендикс — «Остров Уэйк» (за роль рядового Алоизиуса К. «Смакси» Рэндалла) |                                                                                 |
| Лучший актёр второго плана                                                      | • Уолтер Хьюстон — «Янки Дудл Денди» (за роль Джерри Коэна)                        |                                                                                 |
| Лучший актёр второго плана                                                      | • Фрэнк Морган — «Квартал Тортилья-Флэт» (за роль «Пирата»)                        |                                                                                 |
| Лучший актёр второго плана                                                      | • Генри Треверс — «Миссис Минивер» (за роль мистера Джеймса Балларда)              |                                                                                 |
| Лучшая актриса второго плана                                                    |                                                                                    | ★ Тереза Райт — «Миссис Минивер» (за роль Кэрол Белдон)                         |
| Лучшая актриса второго плана                                                    | • Глэдис Купер — «Вперёд, путешественник» (за роль миссис Вэйл)                    |                                                                                 |
| Лучшая актриса второго плана                                                    | • Агнес Мурхед — «Великолепные Эмберсоны» (за роль Фанни Минафер)                  |                                                                                 |
| Лучшая актриса второго плана                                                    | • Сьюзан Питерс — «Случайная жатва» (за роль Китти Чилсет)                         |                                                                                 |
| Лучшая актриса второго плана                                                    | • Мэй Уитти — «Миссис Минивер» (за роль леди Белдон)                               |                                                                                 |
| Лучший оригинальный сценарий                                                    | ★ Ринг Ларднер мл. и Майкл Канин — «Женщина года»                                  | ★ Ринг Ларднер мл. и Майкл Канин — «Женщина года»                               |
| Лучший оригинальный сценарий                                                    | • Майкл Пауэлл и Эмерик Прессбургер — «Один из наших самолётов не вернулся»        |                                                                                 |
| Лучший оригинальный сценарий                                                    | • Фрэнк Батлер и Дон Хартмен — «Дорога в Марокко»                                  |                                                                                 |
| Лучший оригинальный сценарий                                                    | • У. Р. Барнетт и Фрэнк Батлер — «Остров Уэйк»                                     |                                                                                 |
| Лучший оригинальный сценарий                                                    | • Джордж Оппенхаймер — «Война против госпожи Хедли»                                |                                                                                 |
| Лучший адаптированный сценарий (англ. Best Writing, Screenplay)                 | ★ Артур Уимперис, Джордж Фрёшел, Джеймс Хилтон и Клодин Уэст — «Миссис Минивер»    | ★ Артур Уимперис, Джордж Фрёшел, Джеймс Хилтон и Клодин Уэст — «Миссис Минивер» |
| Лучший адаптированный сценарий (англ. Best Writing, Screenplay)                 | • Родни Экланд и Эмерик Прессбургер — «49-я параллель»                             |                                                                                 |
| Лучший адаптированный сценарий (англ. Best Writing, Screenplay)                 | • Джо Сверлинг и Херман Дж. Манкевич — «Гордость янки»                             |                                                                                 |
| Лучший адаптированный сценарий (англ. Best Writing, Screenplay)                 | • Клодин Уэст, Джордж Фрёшел и Артур Уимперис — «Случайная жатва»                  |                                                                                 |
| Лучший адаптированный сценарий (англ. Best Writing, Screenplay)                 | • Ирвин Шоу и Сидни Бакмен — «Весь город говорит»                                  |                                                                                 |
| Лучший литературный первоисточник (Best Writing, Original Motion Picture Story) | ★ Эмерик Прессбургер — «49-я параллель»                                            | ★ Эмерик Прессбургер — «49-я параллель»                                         |
| Лучший литературный первоисточник (Best Writing, Original Motion Picture Story) | • Ирвинг Берлин — «Праздничная гостиница»                                          |                                                                                 |
| Лучший литературный первоисточник (Best Writing, Original Motion Picture Story) | • Пол Гэллико — «Гордость янки»                                                    |                                                                                 |
| Лучший литературный первоисточник (Best Writing, Original Motion Picture Story) | • Сидни Хэрмон — «Весь город говорит»                                              |                                                                                 |
| Лучший литературный первоисточник (Best Writing, Original Motion Picture Story) | • Роберт Бакнер — «Янки Дудл Денди»                                                |                                                                                 |

### Другие категории
| Категории | Лауреаты и номинанты |
| --- | --- |
| Лучшая музыка: Саундтрек к драматическому или комедийному фильму                                                      | ★ Макс Стайнер — «Вперёд, путешественник»                                                                                             |
| Лучшая музыка: Саундтрек к драматическому или комедийному фильму                                                      | • Фрэнк Скиннер — «Арабские ночи» |
| Лучшая музыка: Саундтрек к драматическому или комедийному фильму                                                      | • Фрэнк Черчилль (посмертно) и Эдвард Х. Пламб — «Бэмби»                                                                              |
| Лучшая музыка: Саундтрек к драматическому или комедийному фильму                                                      | • Альфред Ньюман — «Чёрный лебедь» |
| Лучшая музыка: Саундтрек к драматическому или комедийному фильму                                                      | • Дмитрий Тёмкин — «Корсиканские братья»                                                                                              |
| Лучшая музыка: Саундтрек к драматическому или комедийному фильму                                                      | • Виктор Янг — «Летающие тигры» |
| Лучшая музыка: Саундтрек к драматическому или комедийному фильму                                                      | • Макс Терр — «Золотая лихорадка» |
| Лучшая музыка: Саундтрек к драматическому или комедийному фильму                                                      | • Рой Уэбб — «Я женился на ведьме» |
| Лучшая музыка: Саундтрек к драматическому или комедийному фильму                                                      | • Рой Уэбб — «Жанна Парижская» |
| Лучшая музыка: Саундтрек к драматическому или комедийному фильму                                                      | • Миклош Рожа — «Книга джунглей» |
| Лучшая музыка: Саундтрек к драматическому или комедийному фильму                                                      | • Эдвард Дж. Кэй — «Клондайкская ярость»                                                                                              |
| Лучшая музыка: Саундтрек к драматическому или комедийному фильму                                                      | • Ли Харлайн — «Гордость янки» |
| Лучшая музыка: Саундтрек к драматическому или комедийному фильму                                                      | • Герберт Стотхарт — «Случайная жатва»                                                                                                |
| Лучшая музыка: Саундтрек к драматическому или комедийному фильму                                                      | • Ричард Хейгмен — «Жестокий Шанхай»                                                                                                  |
| Лучшая музыка: Саундтрек к драматическому или комедийному фильму                                                      | • Виктор Янг — «Серебряная королева»                                                                                                  |
| Лучшая музыка: Саундтрек к драматическому или комедийному фильму                                                      | • Виктор Янг — «Возьми письмо, дорогая»                                                                                               |
| Лучшая музыка: Саундтрек к драматическому или комедийному фильму                                                      | • Фредерик Холландер и Моррис Столофф — «Весь город говорит»                                                                          |
| Лучшая музыка: Саундтрек к драматическому или комедийному фильму                                                      | • Вернер Р. Хейманн — «Быть или не быть»                                                                                              |
| Лучшая музыка: Саундтрек к музыкальному фильму                                                                        | ★ Рэй Хайндорф и Хайнц Рёмхельд — «Янки Дудл Денди»                                                                                   |
| Лучшая музыка: Саундтрек к музыкальному фильму                                                                        | • Эдвард Уорд — «Полёты под музыку»                                                                                                   |
| Лучшая музыка: Саундтрек к музыкальному фильму                                                                        | • Роджер Эденс и Джордж Столл — «Для меня и моей девочки»                                                                             |
| Лучшая музыка: Саундтрек к музыкальному фильму                                                                        | • Роберт Эмметт Долан — «Праздничная гостиница»                                                                                       |
| Лучшая музыка: Саундтрек к музыкальному фильму                                                                        | • Ханс Дж. Сэлтер и Чарльз Превин — «Всё началось с Евы»                                                                              |
| Лучшая музыка: Саундтрек к музыкальному фильму                                                                        | • Уолтер Шарф — «Джонни-пехотинец» |
| Лучшая музыка: Саундтрек к музыкальному фильму                                                                        | • Альфред Ньюман — «Моя девушка Сэл»                                                                                                  |
| Лучшая музыка: Саундтрек к музыкальному фильму                                                                        | • Ли Харлайн — «Ты никогда не была восхитительнее»                                                                                    |
| Лучшая песня к фильму                                                                                                 | ★ White Christmas — «Праздничная гостиница» — музыка и слова: Ирвинг Берлин                                                           |
| Лучшая песня к фильму                                                                                                 | • Always in My Heart — «Всегда в моём сердце» — музыка: Эрнесто Лекуона, слова: Ким Гэннон                                            |
| Лучшая песня к фильму                                                                                                 | • Dearly Beloved — «Ты никогда не была восхитительнее» — музыка: Джером Керн, слова: Джонни Мёрсер                                    |
| Лучшая песня к фильму                                                                                                 | • How About You? — «Юнцы на Бродвее» — музыка: Бертон Лэйн, слова: Ральф Фрид                                                         |
| Лучшая песня к фильму                                                                                                 | • It Seems I Heard That Song Before — «Парад молодости» — музыка: Жюль Стайн, слова: Сэмми Кан                                        |
| Лучшая песня к фильму                                                                                                 | • I’ve Got a Gal in Kalamazoo — «Жёны оркестрантов» — музыка: Гарри Уоррен, слова: Мак Гордон                                         |
| Лучшая песня к фильму                                                                                                 | • Love Is a Song — «Бэмби» — музыка: Фрэнк Черчилль (посмертно), слова: Ларри Мори                                                    |
| Лучшая песня к фильму                                                                                                 | • Pennies for Peppino — «Полёты под музыку» — музыка: Эдвард Уорд, слова: Чет Форрест и Боб Райт                                      |
| Лучшая песня к фильму                                                                                                 | • Pig Foot Pete — «Ад раскрылся» — музыка: Джин Де Пол, слова: Дон Рэй                                                                |
| Лучшая песня к фильму                                                                                                 | • There’s a Breeze on Lake Louise — «Мэр сорок четвертой улицы» — музыка: Гарри Ревель, слова: Морт Грин                              |
| Лучший монтаж | ★ Дэниэл Манделл — «Гордость янки» |
| Лучший монтаж | • Харольд Ф. Кресс — «Миссис Минивер»                                                                                                 |
| Лучший монтаж | • Отто Мейер — «Весь город говорит»                                                                                                   |
| Лучший монтаж | • Уолтер Томпсон — «Превыше всего» |
| Лучший монтаж | • Джордж Эми — «Янки Дудл Денди» |
| Лучшая операторская работа (Чёрно-белый фильм)                                                                        | ★ Джозеф Руттенберг — «Миссис Минивер»                                                                                                |
| Лучшая операторская работа (Чёрно-белый фильм)                                                                        | • Джеймс Вонг Хоу — «Кингс Роу» |
| Лучшая операторская работа (Чёрно-белый фильм)                                                                        | • Стэнли Кортес — «Великолепные Эмберсоны»                                                                                            |
| Лучшая операторская работа (Чёрно-белый фильм)                                                                        | • Чарльз Г. Кларк — «Полнолуние» |
| Лучшая операторская работа (Чёрно-белый фильм)                                                                        | • Эдвард Кронджагер — «Крысолов» |
| Лучшая операторская работа (Чёрно-белый фильм)                                                                        | • Рудольф Мате — «Гордость янки» |
| Лучшая операторская работа (Чёрно-белый фильм)                                                                        | • Джон Дж. Месколл — «Возьми письмо, дорогая»                                                                                         |
| Лучшая операторская работа (Чёрно-белый фильм)                                                                        | • Тед Тецлафф — «Весь город говорит»                                                                                                  |
| Лучшая операторская работа (Чёрно-белый фильм)                                                                        | • Леон Шамрой — «Десять джентльменов из Уэст Пойнт»                                                                                   |
| Лучшая операторская работа (Чёрно-белый фильм)                                                                        | • Артур Ч. Миллер — «Превыше всего»                                                                                                   |
| Лучшая операторская работа (Цветной фильм)                                                                            | ★ Леон Шамрой — «Чёрный лебедь» |
| Лучшая операторская работа (Цветной фильм)                                                                            | • Милтон Р. Краснер, Уильям В. Сколл и У. Говард Грин — «Арабские ночи»                                                               |
| Лучшая операторская работа (Цветной фильм)                                                                            | • Сол Полито — «Капитаны облаков» |
| Лучшая операторская работа (Цветной фильм)                                                                            | • У. Говард Грин — «Книга джунглей»                                                                                                   |
| Лучшая операторская работа (Цветной фильм)                                                                            | • Виктор Мильнер и Уильям В. Сколл — «Пожнёшь бурю»                                                                                   |
| Лучшая операторская работа (Цветной фильм)                                                                            | • Эдвард Кронджагер и Уильям В. Сколл — «К берегам Триполи»                                                                           |
| Лучшая работа художника (Чёрно-белый фильм)                                                                           | ★ Ричард Дэй, Джозеф Ч. Райт (постановщики), Томас Литтл (декоратор) — «Превыше всего»                                                |
| Лучшая работа художника (Чёрно-белый фильм)                                                                           | • Макс Паркер, Марк-Ли Кирк (постановщики), Кэйси Робертс (декоратор) — «Джордж Вашингтон спал здесь»                                 |
| Лучшая работа художника (Чёрно-белый фильм)                                                                           | • Альберт С. Д’Агостино (постановщик), Даррел Сильвера, А. Роланд Филдс (декораторы) — «Великолепные Эмберсоны»                       |
| Лучшая работа художника (Чёрно-белый фильм)                                                                           | • Перри Фергюсон (постановщик), Ховард Бристоль (декоратор) — «Гордость янки»                                                         |
| Лучшая работа художника (Чёрно-белый фильм)                                                                           | • Седрик Гиббонс, Рэндолл Дюэл (постановщики), Эдвин Б. Уиллис, Джек Д. Мур (декораторы) — «Случайная жатва»                          |
| Лучшая работа художника (Чёрно-белый фильм)                                                                           | • Борис Левен (постановщик и декоратор) — «Жестокий Шанхай»                                                                           |
| Лучшая работа художника (Чёрно-белый фильм)                                                                           | • Ральф Бергер (постановщик), Эмиль Кури (декоратор) — «Серебряная королева»                                                          |
| Лучшая работа художника (Чёрно-белый фильм)                                                                           | • Джек Оттерсон, Джон Б. Гудман (постановщики), Расселл А. Гаусман, Эдвард Р. Робинсон (декораторы) — «Негодяи»                       |
| Лучшая работа художника (Чёрно-белый фильм)                                                                           | • Ханс Драйер, Роланд Андерсон (постановщики), Сэм Комер (декоратор) — «Возьми письмо, дорогая»                                       |
| Лучшая работа художника (Чёрно-белый фильм)                                                                           | • Лайонел Бэнкс, Рудольф Стернад (постановщики), Фэй Бабкок (декоратор) — «Весь город говорит»                                        |
| Лучшая работа художника (Цветной фильм)                                                                               | ★ Ричард Дэй, Джозеф Ч. Райт (постановщики), Томас Литтл (декоратор) — «Моя девушка Сэл»                                              |
| Лучшая работа художника (Цветной фильм)                                                                               | • Джек Оттерсон, Александр Голицын (постановщики), Расселл А. Гаусман, Айра Уэбб (декораторы) — «Арабские ночи»                       |
| Лучшая работа художника (Цветной фильм)                                                                               | • Тед Смит (постановщик), Кэйси Робертс (декоратор) — «Капитаны облаков»                                                              |
| Лучшая работа художника (Цветной фильм)                                                                               | • Винсент Корда (постановщик), Джулия Херон (декоратор) — «Книга джунглей»                                                            |
| Лучшая работа художника (Цветной фильм)                                                                               | • Ханс Драйер, Роланд Андерсон (постановщики), Джордж Соли (декоратор) — «Пожнёшь бурю»                                               |
| Лучший звук | ★ Warner Bros. Studio Sound Department, звукорежиссёр Натан Левинсон — «Янки Дудл Денди»                                              |
| Лучший звук | • Universal Studio Sound Department, звукорежиссёр Бернард Б. Браун — «Арабские ночи»                                                 |
| Лучший звук | • Walt Disney Studio Sound Department, звукорежиссёр Сэм Слайфилд — «Бэмби»                                                           |
| Лучший звук | • Republic Studio Sound Department, звукорежиссёр Дэниэл Дж. Блумберг — «Летающие тигры»                                              |
| Лучший звук | • Sound Service, Inc., звукорежиссёр Джек Уитни — «Дружественные враги»                                                               |
| Лучший звук | • RCA Sound, звукорежиссёр Джеймс Л. Филдс — «Золотая лихорадка»                                                                      |
| Лучший звук | • Metro-Goldwyn-Mayer Studio Sound Department, звукорежиссёр Дуглас Ширер — «Миссис Минивер»                                          |
| Лучший звук | • RKO Radio Studio Sound Department, звукорежиссёр Стивен Данн — «Однажды в медовый месяц»                                            |
| Лучший звук | • Samuel Goldwyn Studio Sound Department, звукорежиссёр Томас Т. Моултон — «Гордость янки»                                            |
| Лучший звук | • Paramount Studio Sound Department, звукорежиссёр Лорен Л. Райдер — «Дорога в Марокко»                                               |
| Лучший звук | • 20th Century-Fox Studio Sound Department, звукорежиссёр Эдмунд Х. Хэнсен — «Превыше всего»                                          |
| Лучший звук | • Columbia Studio Sound Departmen, звукорежиссёр Джон П. Ливадари — «Ты никогда не была восхитительнее»                               |
| Лучшие спецэффекты | ★ Гордон Дженнингс, Фарсиот Эдуарт, Уильям Л. Перейра (фотографические эффекты), Луис Х. Мезенкоп (звуковые эффекты) — «Пожнёшь бурю» |
| Лучшие спецэффекты | • Фред Серсен (фотографические эффекты), Роджер Хеман ст., Джордж Леверетт (звуковые эффекты) — «Чёрный лебедь»                       |
| Лучшие спецэффекты | • Байрон Хэскин (фотографические эффекты), Натан Левинсон (звуковые эффекты) — «Отчаянное путешествие»                                |
| Лучшие спецэффекты | • Ховард Лайдекер (фотографические эффекты), Дэниэл Дж. Блумберг (звуковые эффекты) — «Летающие тигры»                                |
| Лучшие спецэффекты | • Джон П. Фултон (фотографические эффекты), Бернард Б. Браун (звуковые эффекты) — «Агент-невидимка»                                   |
| Лучшие спецэффекты | • Лоуренс Батлер (фотографические эффекты), Уильям Уилмарт (звуковые эффекты) — «Книга джунглей»                                      |
| Лучшие спецэффекты | • А. Арнольд Гиллеспи, Уоррен Ньюкомб (фотографические эффекты), Дуглас Ширер (звуковые эффекты) — «Миссис Минивер»                   |
| Лучшие спецэффекты | • Вернон Л. Уокер (фотографические эффекты), Джеймс Г. Стюарт (звуковые эффекты) — «Флот не подведёт»                                 |
| Лучшие спецэффекты | • Рональд Ним (фотографические эффекты), Ч. К. Стивенс (звуковые эффекты) — «Один из наших самолётов не вернулся»                     |
| Лучшие спецэффекты | • Джек Косгроув, Рэй Бингер (фотографические эффекты), Томас Т. Моултон (звуковые эффекты) — «Гордость янки»                          |
| Лучший документальный фильм В номинации было представлено 25 фильмов, из них специальных призов были удостоены четыре | ★ Битва за Мидуэй / The Battle of Midway (Военно-морские силы США)                                                                    |
| Лучший документальный фильм В номинации было представлено 25 фильмов, из них специальных призов были удостоены четыре | ★ Линия фронта — Кокода / Kokoda Front Line! (Австралийские новости и информационное бюро)                                            |
| Лучший документальный фильм В номинации было представлено 25 фильмов, из них специальных призов были удостоены четыре | ★ Разгром немецких войск под Москвой (Artkino)                                                                                        |
| Лучший документальный фильм В номинации было представлено 25 фильмов, из них специальных призов были удостоены четыре | ★ Прелюдия к войне / Prelude to War (United States Army Special Services)                                                             |
| Лучший документальный фильм В номинации было представлено 25 фильмов, из них специальных призов были удостоены четыре | • Африка, прелюдия к победе / Africa, Prelude to Victory (The March of Time)                                                          |
| Лучший документальный фильм В номинации было представлено 25 фильмов, из них специальных призов были удостоены четыре | • Боевое донесение / Combat Report (United States Army Signal Corps)                                                                  |
| Лучший документальный фильм В номинации было представлено 25 фильмов, из них специальных призов были удостоены четыре | • Conquer by the Clock (продюсер: Фредерик Уллман мл.)                                                                                |
| Лучший документальный фильм В номинации было представлено 25 фильмов, из них специальных призов были удостоены четыре | • Зерно, построившее полушарие / The Grain That Built a Hemisphere (продюсер: Уолт Дисней)                                            |
| Лучший документальный фильм В номинации было представлено 25 фильмов, из них специальных призов были удостоены четыре | • Генри Браун, фермер / Henry Browne, Farmer (Министерство сельского хозяйства США)                                                   |
| Лучший документальный фильм В номинации было представлено 25 фильмов, из них специальных призов были удостоены четыре | • Высоко над границей / High over the Borders (Национальный совет по кинематографии Канады)                                           |
| Лучший документальный фильм В номинации было представлено 25 фильмов, из них специальных призов были удостоены четыре | • Высокие ставки на Востоке / High Stakes in the East (Информационное бюро Нидерландов)                                               |
| Лучший документальный фильм В номинации было представлено 25 фильмов, из них специальных призов были удостоены четыре | • Inside Fighting China / Inside Fighting China (Национальный совет по кинематографии Канады)                                         |
| Лучший документальный фильм В номинации было представлено 25 фильмов, из них специальных призов были удостоены четыре | • Одна война на всех / It’s Everybody’s War (United States Office of War Information)                                                 |
| Лучший документальный фильм В номинации было представлено 25 фильмов, из них специальных призов были удостоены четыре | • Слушайте Британию / Listen to Britain (Британское министерство информации)                                                          |
| Лучший документальный фильм В номинации было представлено 25 фильмов, из них специальных призов были удостоены четыре | • Маленькая Бельгия / Little Belgium (Бельгийское министерство информации)                                                            |
| Лучший документальный фильм В номинации было представлено 25 фильмов, из них специальных призов были удостоены четыре | • Маленькие острова Свободы / Little Isles of Freedom (продюсеры: Виктор Столофф и Эдгар Лоу)                                         |
| Лучший документальный фильм В номинации было представлено 25 фильмов, из них специальных призов были удостоены четыре | • Мистер Трепач / Mr. Blabbermouth! (United States Office of War Information)                                                         |
| Лучший документальный фильм В номинации было представлено 25 фильмов, из них специальных призов были удостоены четыре | • Мистер Гардениа Джонс / Mr. Gardenia Jones (United States Office of War Information)                                                |
| Лучший документальный фильм В номинации было представлено 25 фильмов, из них специальных призов были удостоены четыре | • Боевой дух / The New Spirit (продюсер: Уолт Дисней)                                                                                 |
| Лучший документальный фильм В номинации было представлено 25 фильмов, из них специальных призов были удостоены четыре | • Цена победы / The Price of Victory (продюсер: Уильям Х. Пайн)                                                                       |
| Лучший документальный фильм В номинации было представлено 25 фильмов, из них специальных призов были удостоены четыре | • A Ship Is Born (United States Merchant Marine)                                                                                      |
| Лучший документальный фильм В номинации было представлено 25 фильмов, из них специальных призов были удостоены четыре | • Двадцать одна миля / Twenty-One Miles (Британское министерство информации)                                                          |
| Лучший документальный фильм В номинации было представлено 25 фильмов, из них специальных призов были удостоены четыре | • Мы отказываемся умирать / Paramount Victory Short No. T2-2: We Refuse to Die (продюсер: Уильям Си Томас)                            |
| Лучший документальный фильм В номинации было представлено 25 фильмов, из них специальных призов были удостоены четыре | • Белый орёл / The White Eagle (Concanen Films)                                                                                       |
| Лучший документальный фильм В номинации было представлено 25 фильмов, из них специальных призов были удостоены четыре | • Как получить крылья /Winning Your Wings (Военно-воздушные силы армии США)                                                           |
| Лучший короткометражный фильм, снятый на 1 бобину                                                                     | ★ Говоря о животных и их семьях / Speaking of Animals and Their Families (Paramount)                                                  |
| Лучший короткометражный фильм, снятый на 1 бобину                                                                     | • Необитаемая страна чудес / Desert Wonderland (20th Century Fox)                                                                     |
| Лучший короткометражный фильм, снятый на 1 бобину                                                                     | • Становление морской пехоты / Marines in the Making (продюсер: Пит Смит)                                                             |
| Лучший короткометражный фильм, снятый на 1 бобину                                                                     | • United States Marine Band (Warner Bros.)                                                                                            |
| Лучший короткометражный фильм, снятый на 2 бобины                                                                     | ★ Исполнение служебного долга / Beyond the Line of Duty (Warner Bros.)                                                                |
| Лучший короткометражный фильм, снятый на 2 бобины                                                                     | • Не болтай! / Don’t Talk (Metro-Goldwyn-Mayer)                                                                                       |
| Лучший короткометражный фильм, снятый на 2 бобины                                                                     | • Рядовой Смит / Private Smith of the U.S.A. (RKO Radio)                                                                              |
| Лучший короткометражный фильм (мультипликация)                                                                        | ★ Лицо Фюрера / Der Fuehrer’s Face (продюсер: Уолт Дисней)                                                                            |
| Лучший короткометражный фильм (мультипликация)                                                                        | • All Out for 'V' (20th Century Fox)                                                                                                  |
| Лучший короткометражный фильм (мультипликация)                                                                        | • Три поросёнка и волк Адольф / Blitz Wolf (Metro-Goldwyn-Mayer)                                                                      |
| Лучший короткометражный фильм (мультипликация)                                                                        | • Juke Box Jamboree (продюсер: Уолтер Ланц)                                                                                           |
| Лучший короткометражный фильм (мультипликация)                                                                        | • Полька для трёх поросят / Pigs in a Polka (продюсер: Леон Шлезингер)                                                                |
| Лучший короткометражный фильм (мультипликация)                                                                        | • Тюльпаны вырастут / Tulips Shall Grow (продюсер: Джордж Пал)                                                                        |

## Специальные награды
| Награда                             | Лауреаты | Лауреаты    |
| ----------------------------------- | --- | ----------- |
| Специальная награда (Special Award) | ★ Шарль Буайе — За его работу во Французском исследовательском центре в Лос-Анджелесе, ставшим благодаря ему ценнейшим источником информации для кинопромышленности Голливуда. (диплом) |             |
| Специальная награда (Special Award) | ★ Ноэл Кауард — За выдающиеся достижения в процессе создания фильма «В котором мы служим». (диплом)                                                                                     | Ноэл Кауард |
| Специальная награда (Special Award) | ★ Metro-Goldwyn-Mayer — За её достижения в пропаганде американского образа жизни в серии фильмов об Энди Харди. (диплом)                                                                |             |
| Награда имени Ирвинга Тальберга     | ★ Сидни Франклин |             |

## Интересные факты
- Вторая мировая война вынудила организаторов церемонии изготовить статуэтки «Оскаров» из гипса в целях экономии металла. По окончании войны все временные награды (кроме награды, полученной фильмом «Разгром немецких войск под Москвой») были заменены стандартными.
- На церемонии был оглашен следующий факт — 27 677 человек, занятых в киноиндустрии, призваны на фронт.